# Sd Kfz 8
Sd.Kfz.8（または 12t 重牽引車、Schwerer Zugkraftwagen 12t、sZgkw.12tと略す）は、第二次世界大戦中、ドイツ軍で使われたハーフトラック形式の牽引車である。

## 概説
1931年、ダイムラー・ベンツは重クラスのハーフトラック形式の牽引車として、9tの牽引力を持つ ZD 5 を開発した。これは当時のソビエト連邦との密約によって、ソ連領内のカザンでテストされ、その結果、牽引力を増した DB s 7 が最初の量産車として1934年から生産された。
数年後に登場した DB s 8 では転輪数が一つ増えて6組となり、1938年の DB s 9 ではより強力なマイバッハ HL 85 エンジンを搭載していた。その小改良型である DB s 10 は1939年に生産が開始され、これが12tハーフトラックの主量産型・最終型となった。
12tハーフトラックは、15cm K 16や17cm K 18、21cm Mrs 18などの重榴弾砲や10.5 cm FlaK 38の牽引に用いられた。戦中の写真では、1クラス下の8.8 cm FlaK 18/36/37を牽引している姿も見られる。生産はダイムラー・ベンツ、フリードリヒ・クルップAG、クラウス・マッファイで行われ、約4000両が作られた。少数がチェコのシュコダ社でも生産されたと言われる。

## バリエーション
8.8cm18式高射砲搭載 12t牽引車（8.8cm FlaK18(Sfl) auf Zugkraftwagen 12t）
Sd.Kfz.8 の後部に88mm FlaK 18 を搭載した自走砲で、1939年に10両が製作された。ベースとなったのは、主量産型である DB s 10 の一世代前である DB s 9。88mm砲は傑作対空砲として名高いが、戦前から重対戦車砲としての用途も想定しており、この自走砲は、戦車やトーチカも撃破できる重対戦車用車輌として作られたものだった。そのため、ベースとなった12tハーフトラックのエンジンルーム、操縦席は装甲化され、88mm砲も対地目標専用のもので、対空用の時限信管セット装置等は持たず、俯仰ハンドルも1カ所にまとめられ、防盾が装着されていた。
車室は他の一般的な装甲化ハーフトラックとは異なり、運転席部分だけが小さく突出して装甲化されており、砲は前方に向けるのが通常の射撃姿勢だった。他のハーフトラックベースの自走砲と異なり、射撃デッキを拡張するための可倒式スノコの側板は持たない。
生産車は第8重戦車駆逐大隊に配備され、1939年の対ポーランド戦、1940年の対フランス戦に投入された。

## 参考資料
- 後藤仁、「第2次大戦ドイツ軍用車両集7」グランドパワー1996/2、デルタ出版
- Peter Chamberlain, Hilary Doyle, 「ENCYCLOPEDIA OF GERMAN TANKS OF WORLD WAR TWO - 月刊モデルグラフィックス別冊・ジャーマンタンクス」、大日本絵画、1986
- Uwe Feist, Kurt Rieger, German Halftracks in Action, squadron/signal, 1972